# Frederick Marvin

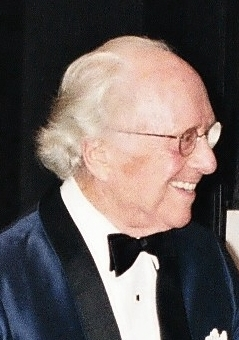
Frederick Marvin (2006)

Frederick Marvin (* 11. Juni 1920 in Los Angeles, USA; † 11. Mai 2017 in Wien, Österreich) war ein US-amerikanischer Konzertpianist und Musikforscher.

## Leben
Frederick Marvin absolvierte seine professionelle künstlerische Ausbildung auf dem Klavier bei Maurice Zam, Milan Blanchet, Rudolf Serkin und Claudio Arrau. Internationale Anerkennung erhielt Frederick Marvin für seine Forschungsarbeiten zur Wiederentdeckung des altspanischen Komponisten Padre Antonio Soler (1729–1783) und des böhmischen Komponisten Jan Ladislav Dussek (1760–1812).

## Wirken
Frederick Marvin startete seine Karriere als Konzertpianist mit 16 Jahren in Los Angeles (USA). Mit seinem Debüt in der Carnegie Hall, New York (1946) erhielt er den „Carnegie Hall Award“ für das beste Debüt der Saison. Neben seiner Tätigkeit als Konzertpianist in den USA, Europa und Übersee war er Begleiter von Maria Jeritza und Martha Mödl auf ihren Liederabenden.
Frederick Marvin gilt als einer der herausragenden Pädagogen und Künstler und als einer der wichtigsten Padre Antonio Soler-Gelehrten. Der Schwerpunkt seiner Forschung lag auf den Kompositionen und der Biografie des altspanischen Komponisten Padre Antonio Soler und im historischen Kontext praktizierten Spieltechniken sowie auf Kompositionen von J. L. Dussek. Allein von Soler hat Frederick Marvin hunderte von verschollenen oder vergessenen Originalwerken – Sonaten, weltliche und religiöse Arbeiten, einschließlich 130 Villancicos (Cantatas) – wiederentdeckt.
Frederick Marvin erhielt im Jahre 1968 eine ordentliche Professur für das Hauptfach Klavier an der Syracuse University School of Music, New York (USA) und wurde 1990 emeritiert. An der Philipps-Universität in Marburg (Deutschland) war er Gastprofessor. Eine Auswahl der aufgefundenen Werke Padre Antonio Soler’s veröffentlichte er in diversen Notenausgaben. George Antheil komponierte für Frederick Marvin die Sonate Nr. 4, deren Premiere in der Carnegie Hall, New York am 23. November 1948 durch Frederick Marvin erfolgte. Tonträgeraufnahmen geben einen Eindruck von dem Könnens dieses Pianisten.

## Auszeichnungen
- 1946 “Carnegie Hall Award”, New York City
- 1955 “Beethoven Medal in memory of Arthur Schnabel”, Harriet Cohen Society London
- 1969 Orden “Comendador” de la “Mérito Civil-Commandor” des spanischen Gouvernements
- 1974 « Médaille de Vermeile-Croix de Commandeur », Sociéte Academique « Art-Science-Letters », Paris
- 2000 “Cervantes Medaille”, Hispanic Society of America, New York
- Ehrenmitglied “Hispanic Society of America”, New York

## Diskografie (Auswahl)
- Padre Antonio Soler, Frederick Marvin – Sonaten & Fandango
- Padre Antonio Soler, Frederick Marvin – 7 Sonatas Pour Piano
- Frederick Marvin / Ludwig Berger – Ignaz Moscheles – Franz Liszt
- J. L. Dussek, Frederick Marvin – Complete Piano Sonatas, Vol. 1–3
- Martha Mödl: Liederabend Vol. 2, Pianist Frederick Marvin